# Oublier et pardonner

Oublier et Pardonner (Forget and Forgive) est un téléfilm canadien diffusé en France sur M6 le 12 janvier 2015

## Synopsis
Ana se fait agresser par quelqu'un qui lui demande ou se trouve une fille. Ne voulant rien dire, elle se fait frapper. Réussissant à s'échapper, elle finit par tomber dans l'eau. Elle se réveille quelques jours plus tard ne se souvenant plus de rien, pas même qui elle est. Commence alors une quête pour savoir qui elle est mais surtout, pourquoi elle est là. Elle découvre rapidement qu'elle a des relations compliqué avec son mari, Tate, et sa fille, Emily et qu'elle est policière à la brigade des mœurs.

## Fiche technique
- Réalisation : Tristan Dubois
- Scénario : Doug Barber et James Phillips
- Musique : James Gelfand et Louise Tremblay
- Durée : 87 minutes
- Pays :  Canada

## Distribution
- Elisabeth Röhm: Ana Walker
- Tygh Runyan: Derek Wregget
- Neil Napier: Tate Walker
- Vivien Endicott Douglas: Emily Walker
- Karine Dion: Lori Hayes